# Białośnieżka i Różyczka
Białośnieżka i Różyczka (niem. Schneeweißchen und Rosenrot) – niemiecka baśń ludowa, najbardziej znana z wersji braci Grimm, opublikowanej w 1837 roku w trzecim wydaniu ich zbioru Baśni (tom 2, nr 161).

## Treść
Bohaterkami tej baśni są dwie siostry, które wraz z matką, wdową, mieszkały w chatce otoczonej ogrodem z białymi i czerwonymi różami. Od koloru kwiatów matka nadała im imiona Białośnieżka i Różyczka. Obie córki miały dobre serce i bardzo kochały matkę oraz siebie nawzajem. Chętnie pomagały w domu i opiekowały się zwierzętami.
Pewnego dnia, kiedy wraz z matką siedziały przy kominku, ktoś zapukał do drzwi. Okazało się, że za drzwiami stoi ogromny niedźwiedź. Siostry przestraszyły się początkowo wielkiego stwora, ale kiedy miś ludzkim głosem poprosił o schronienie przed zimnem, wpuściły go do domu, by mógł się ogrzać. Miś zaprzyjaźnił się z nimi i zamieszkał w chatce do końca zimy. 
Jakiś czas później po pożegnaniu niedźwiedzia, siostry wybrały się do lasu po drzewo na opał. W lesie spotkały skrzata, którego broda została uwięziona przez kłodę drzewa. Skrzat w ordynarny sposób zażądał od nich pomocy. Pomimo że skrzat nie był uprzejmy, dziewczynki postanowiły mu pomóc, odcinając nożyczkami uwięzioną brodę. Ale zamiast podziękować, uwolniony skrzat zwymyślał je za to, że zniszczyły jego piękną brodę i uciekł w las.
Kiedy parę dni później siostry wybrały się na ryby, znowu spotkały skrzata, który także tam łowił. W pewnej chwili wiatr zaplątał jego brodę w żyłkę rybacką, a ogromna ryba, która się w tym czasie złapała, zaczęła go ciągnąć do wody. Siostry skoczyły mu na pomoc i odcięły kolejny kawałek brody. Skrzat, zamiast wdzięczności za uratowanie życia, był wściekły na nie za ucięcie kolejnego kawałka pięknej w jego mniemaniu brody.
Parę dni później siostry wybrały się na zakupy do miasta. Wtedy usłyszały krzyk znajomego skrzata. Na ich oczach został on porwany przez wielkiego orła. Siostry skoczyły mu na ratunek i uwolniły go ze szponów drapieżnego ptaka. Także i tym razem skrzat był niewdzięczny, zarzucając im, że podarły jego najlepszy płaszcz.
Podczas powrotu do domu, znów spotkały skrzata na wrzosowisku. Zobaczyły jak wysypuje z worka drogie kamienie. Był zły, że dziewczynki przyłapały go na tym. Wtedy z lasu wyszedł wielki niedźwiedź. Przerażony skrzat, zaczął błagać niedźwiedzia, by go nie zjadał - "weź, proszę, te złe dziewczynki, będą dla ciebie smaczniejszymi kąskami" - mówił. Jednak niedźwiedź zabił go uderzeniem łapy. Potem przemówił ludzkim głosem do dziewczynek, które poznały, że to ich znajomy, który spędził z nimi zimę. Wyjaśnił, że jest księciem, zaczarowanym przez złego skrzata, który ukradł też jego skarby. Musiał żyć w ciele niedźwiedzia do czasu, aż skrzat zginie. Teraz na oczach sióstr stał się znowu pięknym księciem. 
Jakiś czas później Białośnieżka poślubiła księcia, a Różyczka jego brata. Podzielili się skarbami skrzata i wraz z matką żyli długo i szczęśliwie.

## Ekranizacje
- Baśnie braci Grimm (Białośnieżka i Różyczka – odcinek 9, seria 1) – japoński serial animowany (1987–1988)
- Baśnie Braci Grimm: Simsala Grimm (odcinek 44, seria 3) – niemiecki serial animowany z lat 1999-2000
- Śnieżka i Różyczka – niemiecki film z 2012 roku